# 百度地图
百度地图是百度于2005年9月发布的地图服务项目，它是百度公司与北京图为先科技有限公司联合开发的电子地图服务。图为先是一个电子地图服务提供公司，先前开发了“图吧”（Mapbar）。

## 介绍
百度地图目前主要地图数据涵蓋大中华地区，包括中国大陆、香港、澳门、臺灣，以及海外国家。
百度地圖在部分大城市如北京、上海、廣州、深圳推出了三维地图功能，用戶可縮放瀏覽城市的三維街道圖和建築物仿真構圖。
百度地图已推出卫星地图，缩放可显示全球卫星，目前已支持中国大陸绝大多数大中城市，以及港澳地区。
通过百度地图搜索，用户可以找到指定的城市、街区、街道、建筑物等所在的地理位置，也可以找到离用户最近的所有餐馆、学校、银行、公园等等。
在交通方面，百度地图搜索还为用户提供了路线查询功能，如果用户要去某个地点，百度地图搜索会提示用户如何换乘公交车，如果用户想自己驾车去，百度地图搜索同样会为用户推荐最佳路线。
除了网页版，目前也已经推出适用于Android、iOS等移动客户端。

## 功能列表
- 自由地点搜索
- 简单路线搜索
- 同义词识别
- 双向数字转换
- 拼音及错别字自动改正
- 公交查询
- 实时路况
- 卫星地图
- 全景地图
- 室内地图
- 热力地图
- 離線功能，用戶可下載相關城市的離線地圖

## 坐标系

百度地图上的三种坐标系

百度地图服务器使用一种Web墨卡托投影给地图分块。这种投影的背后使用一种BD-09经纬坐标系统，是中国大陸GCJ-02（基于国际事实标准WGS84）的再混淆版本。百度号称这样可以保护用户隐私。
BD-09 分为经纬度版本（BD09LL）与墨卡托米制版本（BD09MC）。如无特别标注，通常指前者。
百度地图 Web 服务 API 中提供了“坐标转换接口”，可将 WGS-84、GCJ-02、BD-09、mapbar、51 地图等坐标（经纬度或墨卡托米制）转换为 BD-09 或 GCJ-02 坐标（经纬度或墨卡托米制），但“根据相关法律规定”，不支持从任何坐标系转换到 WGS-84 坐标系。
该服务亦有 JavaScript、C#、C++、Java 等语言的离线版本，但只对合作伙伴提供，未公开下载。
百度API文档称，“真实GPS坐标”（WGS-84）必须经过转换才能使用。百度提供HTTP、JavaScript、Android SDK和iOS SDK实现。
百度早期提供的网页版JavaScript API演示，没有提供任何反向（如BD转GCJ）功能。反向转换有多种语言的开源实现。，与反向GCJ算法的做法类似。
数学上，BD-09 变换将 GCJ 坐标当作直角坐标转成极坐标后加噪音，在变回直角坐标之后再加入一个度数恒定的偏移量：
```
from
 
cmath
 
import
 
polar
,
 
rect

from
 
math
 
import
 
sin
,
 
cos
,
 
pi

# 使用复数类型简化表示

coords
 
=
 
complex

# 百度使用 x/实部作经度；y/虚部作纬度。

def
 
gcj_bd
(
gcj
:
 
coords
)
 
->
 
coords
:

    
r
,
 
θ
 
=
 
polar
(
gcj
)

    
r
 
+=
 
2e-5
 
*
 
sin
(
gcj
.
imag
 
*
 
pi
 
/
 
180
 
*
 
3000
)

    
θ
 
+=
 
3e-6
 
*
 
cos
(
gcj
.
real
 
*
 
pi
 
/
 
180
 
*
 
3000
)

    
return
 
rect
(
r
,
 
θ
)
 
+
 
(
0.0065
 
+
 
0.006
j
)

```

## 历史

### 2013年之前
- 2005年9月30日，百度推出百度地图。百度地图跟Google地图（2月推出）很相似。[8]

- 2006年底，百度地图和中國大陸的Google地图都还是测试版。

- 2010年8月26日，百度地图与都市圈合作，推出三维地图功能。[9]

- 2011年9月，百度地图上线实时路况功能。[10]

- 2011年11月15日，百度地图上线卫星图功能。[11]

### 2013年
- 2013年8月21日，百度地图推出百度全景地图。[12]同日，百度地图宣布升级其LBS业务。[13]

- 2013年8月28日，百度地图宣布百度导航永久免费。[14]

- 2013年11月，百度地图旗下百度全景通过引入激光点云技术升级为激光全景。[15]

### 2014年
- 2014年1月25日，百度地图上线春运迁徙图。[16]

- 2014年1月29日，百度地图上线热力图功能。[17]

- 2014年3月，百度地图推出雾霾提醒功能。[18]

- 2014年4月16日，百度地图旗下百度全景上线香港全景，成为中国大陸境内首家把街景进驻到境外港澳台的街景地图。[19]

- 2014年5月1日，百度地图上线步行导航功能。[20]同月，百度地图旗下百度全景悄然开放众包拍摄。[21]

- 2014年9月，百度地图推出高校专属地图。[22]同月，百度地图旗下百度全景支持移动端WebGL。[23]

- 2014年10月，百度地图旗下百度全景一周上线89座城市。[24]同月，百度地图上线百度全景UGC平台。[25]

- 2014年11月之前，百度地图沒有提供台湾地區地圖，实际上只有大比例尺版本，但放大后为空白。

- 2014年12月15日，百度地图宣布将和诺基亚合作，百度地图将在中国内地之外的地区，使用诺基亚Here地图提供的数据。[26]同日，百度地图宣布推出港澳台地图功能。[27]与此同时，在百度地图移动客户端的v7.7版本更新後已有詳細中华民国台灣本島及離島詳細地圖。

### 2015年
- 2015年1月24日，百度地图签约鹿晗为首位代言人。[28]

- 2015年3月7日，百度地图上线污染监测地图。[29]

- 2015年4月30日，百度地图旗下百度街景发起“See You Again，加德满都”百度全景尼泊尔古迹复原行动活动。[30]

### 2016年
- 2016年春节前夕，百度地图上线了日韩泰新4国服务。[31]
- 2016年4月，百度地图上线了澳大利亚、新西兰、马来西亚、菲律宾、印度尼西亚、文莱、越南、马尔代夫、斯里兰卡、印度、尼泊尔共11个非中国大陆地区的地图服务，加速国际化。[31]
- 2016年6月，百度地图再次上线一批非中国大陆地区(中华人民共和国)及台湾地区(中华民国)的地图服务，包括法国、德国、西班牙、意大利、英国、土耳其、波兰、芬兰、希腊、瑞典、葡萄牙、捷克、荷兰、挪威、奥地利、匈牙利、瑞士、罗马尼亚、比利时、丹麦、保加利亚、斯洛伐克、爱尔兰、爱沙尼亚、拉脱维亚、冰岛、卢森堡、摩纳哥、梵蒂冈、阿尔巴尼亚、乌克兰、克罗地亚。至此，百度地图已覆盖全世界50多个国家和地区，并计划在2016年底覆盖全球150多个国家和地区。[32]
- 2016年7月，百度地图上线了巴西、圭亚那、玻利维亚、秘鲁、阿根廷、巴拉圭、智利、苏里南、哥伦比亚、乌拉圭、厄瓜多尔、委内瑞拉、法属圭亚那。[33]
- 2016年9月，百度地图上线了加拿大、美国(含夏威夷)、墨西哥、巴拿马、哥斯达黎加、巴哈马、波多黎各、尼加拉瓜、洪都拉斯、古巴、特立尼达和多巴哥、危地马拉、多米尼克、海地、伯利兹、萨尔瓦多、多明尼加、牙买加、安提瓜和巴布达、巴巴多斯、格林纳达、圣基茨和尼维斯、圣卢西亚、圣文森特和格林纳丁斯、阿鲁巴、安圭拉、百慕大、库拉索、开曼群岛、瓜德罗普岛、马提尼克、英属维尔京群岛、美属维尔京群岛、博内尔岛、圣巴泰勒米、克利珀顿岛、圣尤斯特歇斯岛、萨巴、荷属圣马丁、圣皮埃尔和密克隆及美国本土外小岛屿。[34]

### 2022年
- 8月5月，网友发现，通过手机地图软件搜索“台湾省”，可以完整显示台湾地图，并精确到街道红绿灯，以及各路段实时的拥堵情况。“百度地图被搜崩了”的话题登上热搜。[35]
- 9月底，百度地圖開始採用北斗衛星定位系統。[36]

### 2023年
- 10月下旬开始，百度地图在中东西部取消显示以色列和巴勒斯坦（但仍可搜索到国名），仅显示城市名和红黑色虚线（黑色代表1947年联大第181号决议规定的犹太国家和阿拉伯国家界线，红色则代表巴勒斯坦领土实控线），外交部回应其按标准地图标注。[37]

## 百度全景（街景）
2013年8月，百度推出自己的街景视图——百度全景，成为继腾讯、高德之后，中國国内第三家成功上线街景的公司。不過街景的用處範圍較小，僅能維持一點生態黏性，因此建設速度較慢，截止2018年11月中国大陆仅有腾讯地图与百度地图仍堅持保有街景功能，高德已經退出，其中百度地图街景覆盖率高，對於高精度城市導航街景的用處開始顯現，亦漸漸得到回報。但目前使用介面與順滑度均不如google街景與蘋果街景，谷歌的覆蓋率亦更高（僅就美國而言）。

## 移动客户端
百度手机地图，目前已推出Android客户端、iPhone客户端、iPad客户端、Windows Phone客户端和Symbian 客户端。
百度导航，目前已推出Android客户端、Android Pad客户端和iPhone客户端。